# José Moisés Aguayo Álvarez
José Moisés Aguayo Álvarez (Tonalá, 1978) es un escritor, corrector, docente e investigador mexicano.

## Biografía
Nacido en Tonalá, Jalisco, en 1978, realizó sus estudios de bachillerato en la Preparatoria de Tonalá de la Universidad de Guadalajara. Posteriormente obtuvo una licenciatura en educación primaria por la Escuela Normal Rural de Atequiza, Jalisco, una maestría en investigación educativa por el Centro de Investigaciones Pedagógicas y Sociales (CIPS), y un doctorado en educación por la Universidad Pedagógica Nacional (UPN).
Ha sido becario del Programa de Estímulo a la Creación y Desarrollo Artístico (PECDA) y del Consejo Nacional para la Cultura y las Artes (CONACULTA) en 2010. Dentro de su labor se ha desempeñado como investigador, asesor académico y colaborador en espacios editoriales independientes. Formó parte del claustro de docencia e investigación del CIPS y ejerció en la formación de investigadores en la Maestría en Intervención Socioeducativa y la Maestría en Investigación Educativa, de la Secretaría de Educación Jalisco.
En el terreno de la literatura, cursó el diplomado de narrativa y poesía de la Asociación de Autores de Occidente, de Patricia Medina. Cuenta con obra individual publicada de narrativa y poesía.
Ha publicado en diversos medios como: Thinta y papel y Caminos de Jalisco; desde 2009 es colaborador en la revista Espiga de papel.
En el ámbito académico cuenta con estudios publicados y artículos en revistas de investigación educativa; también colabora como editorialista en la revista Dialoguemos Para Educarnos.
Es autor de los libros de narrativa:  Sólo para locos (2007) y Utilísimo manual del mentiroso (2021). 
Compilado en narrativa: Verbo Cirio VI (2006),Encuento (2008), Reencuento (011), Espiga de papel antología (Amate, 2012), La fuerza de la palabra (2014), La pasión de educar (2020); así como de libros de poesía: Verbo Cirio IX (2008), y Germinaciones (2010).
Compilado en poesía: Verbo Cirio IX (2008: Literalia Editores), Germinaciones (2010: Literalia Editores), Charlas de Café (2017: Editorial Viento Azul).
Ha coordinado los libros colectivos de narrativa breve:  Letrambulantes. Polífonía de narrativa breve. (2021). Guadalajara, Jalisco: Ediciones El Viaje.  y Letrambulantes II. La mata Dando. (2025). Guadalajara, Jalisco: Ediciones El Viaje.
Ha publicado textos y artículos en las revistas: Caminos de Jalisco (2009: Acento Editores), Espiga de Papel (2009 a 2014), Rivista SeteLune de Venecia, Italia (2014), Dialoguemos para Educarnos (2017 a 2025: Editorial Educarnos), Revista Tamaño Oficio (2019).
Actualmente se desempeña como supervisor de educación básica del subsistema federal, corrector, asesor académico, colaborador en espacios editoriales independientes y dirige Taller Letrámbulo, de narrativa breve.
Algunas publicaciones académicas: 
(2013). La producción cultural digital de adolescentes de educación secundaria y su relación con la construcción de su identidad. En: Memoria del I Congreso Internacional de Intervención Educativa. (UPN). Disponible en:https://www.academia.edu/4311752/La_producci%C3%B3n_cultural_digital_de_adolescentes_de_educaci%C3%B3n_secundaria_y_su_relaci%C3%B3n_con_la_construcci%C3%B3n_de_su_identidad
(2015). El despliegue simbólico digital de adolescentes de secundaria en Facebook y sus implicaciones en la construcción de su identidad personal. Amaya Editores-UPN-Gobierno de Jalisco. 365 pp. ISBN: 978-607-8408-17-7. Catalogado en Centro Regional para el Fomento del Libro en América Latina y El Caribe de la UNESCO (CERLALC). Disponible en: https://www.academia.edu/33429235/El_Despliegue_Simbolico_Digital_de_adolescentes_en_Facebook_y_sus_implicaciones_sobre_su_identidad_personal
Referencia en: https://cerlalc.org/rilvi/el-despliegue-simbolico-digital-de-adolescentes-de-secundaria-en-facebook-y-sus-implicaciones-en-la-construccion-de-su-identidad-personal-6300/
(2017). Concepciones y visiones de la adolescencia presentes en la investigación educativa y en las reformas del sistema educativo nacional. En: Revista Internacional de Investigación y formación educativa. Disponible en: ·       https://www.ensj.edu.mx/wp-content/uploads/2017/05/Concepciones-y-visiones-de-la-adolescencia-JMAA.pdf
(2023). Dos giros epistémicos para relocalizar la mirada del magisterio frente a la Nueva Escuela Mexicana. En: Revista Educarnos, No. 50. Arbitrada y adherida a la  Facultad Latinoamericana de Ciencias Sociales (FLACSO). Disponible en: https://revistaeducarnos.com/revista-educrnos-num-50-necesidades-educativas-julio-septiembre-de-2023/

### Premios y reconocimientos
Obtuvo el segundo lugar del Concurso FIL Joven 1994, en la categoría de cuento. El trabajo con el que ganó fue publicado en la antología Los ganadores FIL Joven 94 (1995).
Becario del programa PECDA/CONACULTA 2010.

## Publicaciones seleccionadas

### Antologías
- Linda Herlinda Mendoza (coord.) (2020). 20 años. Creadores Literarios FIL Joven. Guadalajara, Jalisco: Editorial Universidad de Guadalajara. ISBN 9786077420736.
- Efraín Amador Sánchez María del Carmen Padilla Arreguín Lilia Herlinda Mendoza Roaf (coords.)  (2025). Voces en el tiempo. 30 años de Creadores Literarios FIL Joven.   Guadalajara, Jalisco: Editorial Universidad de Guadalajara. ISBN  9786075813691

### Narrativa
- Aguayo Álvarez, José Moisés (2007). Sólo para locos (1. edición). Guadalajara, Jalisco, México: Literalia Editores. ISBN 9789685544535.
- Aguayo Álvarez, José Moisés (2021). Utilísimo manual del mentiroso (Primeraición edición). Zapopan, Jalisco: Literalia Editores. ISBN 9798701631975.